# Watashitachi no Tamura-kun
Pour les articles homonymes, voir Tamura.
Watashitachi no Tamura-kun (わたしたちの田村くん, littéralement "Notre Tamura-kun") est un Light novel en 2 tomes écrit par Yuyuko Takemiya, avec des illustrations de Yasu.
Une adaptation manga, dessinée par Sachi Kurafuji, en a ensuite été faite.

## Histoire
Le héros, Yukisada Tamura, est un jeune collégien amoureux d'une de ses anciennes camarades de classe, Komaki Matsuzawa, une jeune fille au caractère mystérieux mais attirant. Ainsi, pendant le dernier été passé au collège, il tentera tout pour lui parler et finira par savoir pourquoi elle semble si distante. A la rentrée, il doit malheureusement faire une croix sur cette idylle, puisque cette dernière ne souhaite pas aller dans un lycée.
Un peu après ça, il découvrira Hiroka Sōma, une jeune fille souhaitant se déclarer au frère de Tamura, et c'est dans ce but qu'elle lancera à la tête de Tamura des chocolats pour la Saint Valentin(signe qu'une fille aime un garçon au Japon), croyant qu'ils atterriraient dans la chambre du grand frère, Nao.